# 혈구계

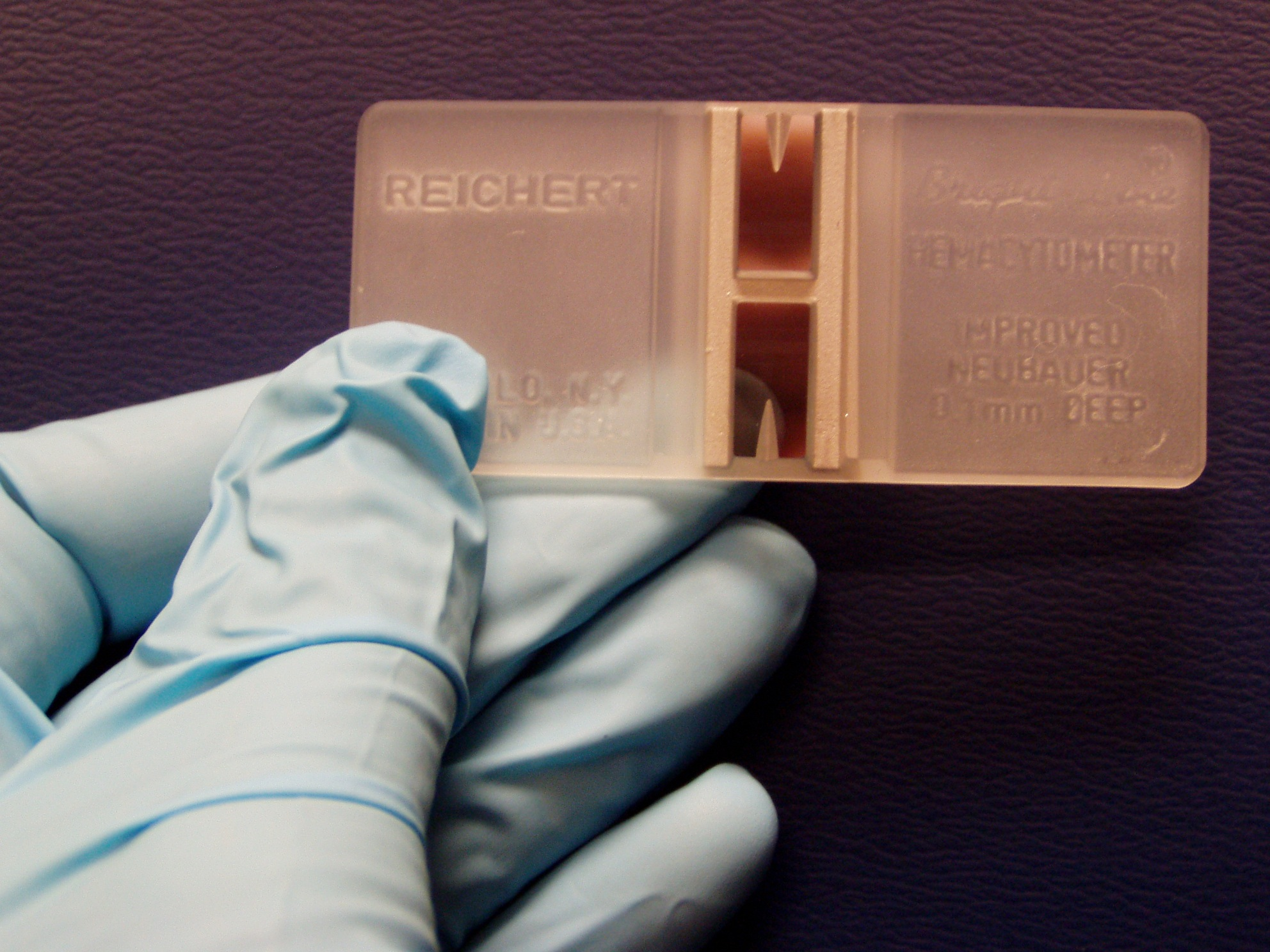
혈구계. 두 개의 반반사(semi-reflective) 직사각형은 계수 챔버이다.

혈구계(血球計) 또는 헤모사이토미터(영어: hemocytometer)는 일반적으로 혈액 세포 수를 세는 데 사용되도록 설계된 계수 챔버 장치이다. 혈구계산기, 혈구계측기, 혈구계산반 등으로도 불린다.
혈구계는 루이 샤를 말라세즈(Louis-Charles Malassez)가 발명했으며 정밀 용량 챔버를 생성하는 직사각형 홈이 있는 두꺼운 유리 현미경 슬라이드로 구성된다. 이 챔버에는 레이저로 에칭된 수직선 격자가 새겨져 있다. 장치는 선으로 둘러싸인 영역을 알 수 있고 챔버의 깊이도 알 수 있도록 세심하게 제작되었다. 따라서 그리드의 정의된 영역을 관찰함으로써 특정 부피의 유체에 있는 세포 또는 입자의 수를 계산하고 그에 따라 유체 전체의 세포 농도를 계산할 수 있다. 잘 사용되는 혈구계 유형은 노이바우어(Neubauer) 계수 챔버이다.
다양한 판정을 가진 다른 유형의 혈구계가 다양한 응용 분야에 사용된다. 척수액 계산에 일반적으로 사용되는 푹스-로젠탈(Fuchs-Rosenthal) 판정, 식품 및 식품 포장 제품의 곰팡이에 사용되는 하워드 몰드(Howard Mold) 판정, 대변 물질의 미생물 알 계산에 사용되는 맥마스터 에그 슬라이드(McMaster Egg Slide) 판정, 백색에서 낮은 수준의 백혈구 계수에 사용되는 나거트 챔버(Nageotte Chamber) 판정 세포가 감소한 혈소판 성분, 더 작은 플랑크터를 계산하는 데 사용되는 팔머 나노플랑크톤(Palmer Nanoplankton) 등이 그것이다. 향상된 노이바우어 판정을 사용하는 페트로프-하우저(Petroff-Hausser) 계수기는 세균 또는 정자 수를 측정하는 데 사용되며 다양한 챔버 깊이로 제공된다. 혈구계의 세지윅-라프터(Sedgwick-Rafter) 세포 판정은 주로 식수의 현미경 검사에 사용하도록 설계되었다.